# Мождивняк
Мождивняк или Мождивяк (на македонска литературна норма: Мождивњак) е село в Северна Македония, в община Крива паланка.

## География
Селото е разположено в областта Славище в северното подножие на планината Осогово, югозападно от общинския център Крива паланка.

## История
В края на XIX век Мождивняк е българско село в Кривопаланска каза на Османската империя. Според статистиката на Васил Кънчов („Македония. Етнография и статистика“) от 1900 г. Мождивяк е населявано от 630 жители българи християни и 45 цигани.
Цялото християнско население на селото е под върховенството на Българската екзархия. По данни на секретаря на екзархията Димитър Мишев („La Macédoine et sa Population Chrétienne“) в 1905 година в Междивек има 680 българи екзархисти.
При избухването на Балканската война в 1912 година 4 души от селото са доброволци в Македоно-одринското опълчение.
По време на Първата световна война Мождивяк е център на община в Кривопаланска околия и има 530 жители.
По време на българското управление във Вардарска Македония в годините на Втората световна война, Ангел Ив. Георгиев от Вълкова слатина е български кмет на Мождивняк от 18 август 1941 година до 30 септември 1943 година. След това кмет е Любомир М. Костов от Русе (16 декември 1943 - 2 септември 1944).
Според преброяването от 2002 година селото има 770 жители.
| Националност     | Всичко |
| северномакедонци | 769    |
| албанци          | 0      |
| турци            | 0      |
| роми             | 0      |
| власи            | 0      |
| сърби            | 0      |
| бошняци          | 0      |
| други            | 1      |

Църквата в Мождивняк „Света Троица“ е еднокорабна, с двускатен покрив, без апсида, с отворен трем на западната и южната страна. Не е изписана.
- Икони от „Света Троица“
- „Света Богородица“
- „Исус Христос“
- „Свети Илия“
- „Свети Николай“

## Личности
Родени в Мождивняк
- Йордан Митов, български революционер от ВМОРО, четник на Петко Стефанов в 1915 година[7]
- Коле Севков (Савков), български революционер от ВМОРО, четник на Петко Стефанов в 1915 година[8]
- Савко Иванче, български революционер, деец на ВМОРО, четник на Петко Стефанов в 1915 година[9]
- Серафим Ангелов, български революционер от ВМОРО, четник на Петко Стефанов в 1914 година[10] и в 1915 година[11]
- Стоян Андонов, български революционер, четник на Трайко Павлов в 1914 година,[12] на Серафим Спасов,[13] и на Иван Бърльо в същата година,[14] и на Петко Стефанов в 1915 година[11]
- Христо Стоянов Татарчов, селски първенец, служил като доброволен водач на българските части през Първата световна война[15]